# Беркуново (Владимирская область)
Беркуново — деревня в Гороховецком районе Владимирской области России, входит в состав Денисовского сельского поселения.

## География
Деревня расположена на берегу реки Важня в 20 км на восток от центра поселения посёлка Пролетарский и в 22 км на юго-запад от Гороховца, в 2 км от ж/д станции Чулково на  линии Ковров — Нижний Новгород. 

## История
В XIX — первой четверти XX века деревня входила в состав Кожинской волости Гороховецкого уезда, с 1926 года — в составе Гороховецкой волости Вязниковского уезда. В 1859 году в деревне числилось 19 дворов, в 1905 году — 33 двора, в 1926 году — 36 дворов.
С 1929 года деревня являлась центром Беркуновского сельсовета Гороховецкого района, с 1940 года — в составе Чулковского сельсовета, с 2005 года в составе Денисовского сельского поселения.

## Население
| 1859 | 1905 | 1926 | 2002 | 2010 | 2021 |
| ---- | ---- | ---- | ---- | ---- | ---- |
| 146  | ↗185 | ↘144 | ↘1   | ↘0   | ↗2   |